# Рабасааре
Ра́басааре (эст. Rabasaare) — деревня в волости Тапа уезда Ляэне-Вирумаа, Эстония.

## География и описание
Расположена в 54 километрах к юго-востоку от Таллина и в 9 километрах к западу от волостного центра — города Тапа. Расстояние до уездного центра — города Раквере — 31 километр. Высота над уровнем моря — 89 метров.
Климат умеренный. Официальный язык — эстонский. Почтовый индекс — 73611.

## Население
По данным переписи населения 2021 года, в Рабасааре жителей не было.
В 2020 году жителей в деревне не было, брошенные дома стояли полуразрушенными.
По данным переписи населения 2011 года в деревне проживали 2 человека, национальность неизвестна.
В 2000 году в деревне насчитывался 21 житель (10 женщин и 11 мужчин), из них 20 были эстонцами.
Численность населения деревни Рабасааре по данным переписей населения:
| Год  | 1959 | 1970  | 2000 | 2011 | 2021 |
| ---- | ---- | ----- | ---- | ---- | ---- |
| Чел. | 385  | ↘ 162 | ↘ 21 | ↘ 2  | ↘ 0  |

## История
Населённый пункт возник в 1936 году, когда был основан центр торфодобычи государственного акционерного общества Eesti Turbatööstused. Добыча торфа велась на торфяных болотах Ребазе и Лясте. Были возведены жилые дома для рабочих и здания центра — всего около 20 строений. Ни одной улицы не было, но дома были пронумерованы. В годы расцвета в поселении проживало несколько сотен человек, работали магазин и клуб культуры, оказывались медицинские услуги.
До 1977 года населённый пункт официально именовался поселением торфяной промышленности Лехтсе (эст. Lehtse turbatööstuse asula). В 1977–1997 была годах стал частью посёлка Лехтсе. Название Рабасааре получил в 1997 году по названию природного места на болотистом острове (Rabasaare c эст. буквально — «Болотный остров»).
В конце 1970-х годов, когда запасы торфа истощились, центр производства был перенесён в посёлок Лехтсе. Добыча торфа в Рабасааре была прекращена в 1992 году, и деревня практически обезлюдела.
До 2017 года деревней-призраком интересовались только туристы; затем проявилось определённое внимание со стороны официальных властей страны. В марте 2017 года на заседании управы волости Тапа в повестке дня стоял вопрос об утверждении общей планировки с учётом планов строительства военного городка и тренировочных армейских полигонов. В планировке обозначены современные и будущие жилые и промышленные районы, места отдыха, зелёные зоны, природоохранные территории и экологически ценные места. При обсуждении была затронута и тема будущего Рабасааре.
15 сентября 2020 года представитель паевого товарищества Folialis Тийт Кальюсте и житель деревни Поркуни Айн Ааса начали в деревне установку информационных щитов, рассказывающих о Рабасааре как месте культурного наследия. По заказу управы волости Тапа в деревне были проведены небольшие работы по благоустройству: убран мусор, выкошены тропы и установлены скамейки. Идея возрождения заброшенной деревни родилась в сотрудничестве Государственного центра Оборонных инвестиций (RKIK), общества LIS (Loodus, Inimene, Sõjavägi —  с эст. «Природа, Человек, Армия») и волостной управы Тапа.
В октябре 2020 года на новостном портале Delfi.ee появилось видео, рассказывающее о Рабасааре, автор которого ошибочно называет его посёлком и даже городом.
9 июня 2023 года в Рабасааре открылся военный городок Сил обороны Эстонии, на создание которого было затрачено около 5 миллионов евро.